# 直接行動 (軍事)
直接行動（英語：Direct action，DA）是用於小規模突擊、襲擊、破壞等軍事特種行動的術語。直接行動通常是在敵對且敏感的環境中進行，利用專門的軍事力量奪取、摧毀、破壞指定目標。直接行動在物質、技術、政治風險上有別於傳統的軍事進攻，使用的武器裝備和精確程度也有所不同。
直接行動是一支特種部隊的基本能力，以美軍為例，第75遊騎兵團是專門執行直接行動的單位，而美國陸軍特種部隊也有能力執行直接行動，但還是以非常規作戰為主要任務。